# Epipactis barlae
Epipactis barlae är en orkidéart som beskrevs av Aimée Antoinette Camus. Epipactis barlae ingår i släktet knipprötter, och familjen orkidéer. Inga underarter finns listade i Catalogue of Life.